# Singer (album)
Singer – album solowy Józefa Skrzeka, początkowo planowany jako dwupłytowe wydawnictwo – razem z krążkiem zawierającym krótsze i bardziej piosenkowe formy, zatytułowanym Józefina. Lecz ostatecznie do tego nie doszło, choć obydwa wydawnictwa są ze sobą logicznie i programowo powiązane. Na zbiorze Singer, eksplorowane są dużo bardziej intensywnie – rejony rocka progresywnego, uwidocznione między innymi poprzez niezliczone pasaże syntezatorów Mooga (Love on Fire), niecodzienny duet saksofonowy, który stworzyli na czas tych sesji nagraniowych, Tomasz Szukalski – Andrzej Olejniczak (Science-Fiction Idea), a także powrót do monumentalnego przeboju grupy SBB Z miłości jestem. Te jak i inne elementy tworzą rozbudowaną, muzyczną opowieść, uzupełnioną rozbudowanymi aranżacyjnie wersjami utworów King, Queen, Knave i Singer, Oh Singer. Przygotowana przez wytwórnię Gad Records we współpracy z Polskim Radiem Opole (GAD CD 318), edycja albumu Singer – zaprezentowana została po raz pierwszy, jako osobne wydawnictwo 14 lutego 2025 roku, które w 2007 ukazało się jako część składowa (bonusy) Jóżefiny w dwudziestopłytowym boxie Józefa Skrzeka pt. Viator 1973–2007 (Metal Mind Productions – MMP 20 CD BOX 001) oraz na reedycji kompaktowej Józefiny z 2009 roku (Metal Mind Productions – MMP CD 0537 DG). Płyta wydana przez Gad Records, zawiera 5 utworów dodatkowych, w tym szkice tematów, które później zostały wykorzystane w ścieżce dźwiękowej filmu Wojna światów – następne stulecie.

## Historia[4]
Gdy w lipcu 1980 Józef Skrzek wchodził do studia nagraniowego Polskiego Radia Opole, początkowo miał w planach nagranie dwupłytowego albumu zatytułowanego Józefina, sygnowanego przez jego grupę SBB, która jednak wkrótce przestała istnieć (listopad 1980) i w ten oto sposób stała się ona solowym krążkiem jej lidera – tym bardziej, że w trakcie kolejnych sesji nagraniowych, szybko okazywało się, że materiał ten mocno odbiega od stylistyki wypracowanej przez formację. Ostatecznie w latach 80. jedynie Józefinę, zaś Singer ukazał się blisko 45 lat później (luty 2025). Materiał ten to biorąc pod uwagę chronologię, głównie owoc późniejszych sesji nagraniowych do Józefiny. Podczas pierwszej z nich, która miała miejsce na przełomie lipca i sierpnia 1980 roku, powstała tylko pierwsza wersja utworu Sience-Fiction Idea. Na albumie Singer, Skrzek kontynuuje szerokie użycie syntezatorów i przywraca formułę brzmieniową zapoczątkowaną na płycie SBB pt. Memento z banalnym tryptykiem i na wcześniejszym solowym krążku Ojciec chrzestny Dominika. Pokazuje to bardzo wyraźnie kompozycja Love on Fire, która uchodzi za jedną z najbardziej udanych i jednocześnie jest jedną z najmniej docenionych kompozycji Józefa Skrzeka, za to pokazuje kalejdoskop barw i możliwości, syntezatorowego arsenału muzyka, który jest tutaj obok Jerzego Piotrowskiego jedynym wykonawcą, łącznie z partiami gitarowymi i perkusyjnymi. Powrót do szerszego zastosowania elektronicznego instrumentarium, zaważył na finalnej wersji utworu Sience-Fiction Idea, który początkowo miał stanowić pretekst do pokazania możliwości saksofonowego duetu, który tworzyli w studiu PR Opole, nagrywając jednak nie razem, lecz w inne dni: Tomasz Szukalski i Andrzej Olejniczak. I większa część tego muzycznego pojedynku, została w końcowym miksie pominięta i zastąpiona crescendo syntezatorów Mooga (oryginalny pomysł zachował się w pierwotnej, roboczej wersji tego utworu, która znalazła się w nagraniach dodatkowych). Simger zawiera też zaskakujący powrót do źródeł SBB, czyli nowa wersja utworu z 1975 roku, tj. Z których krwi, krew moja. Część partii gitarowych nagrał tutaj Sławomir Piwowar, który niewątpliwie po raz kolejny błysnął swoim improwizatorskim talentem. Jak się okazało, było to ostatnie nagranie grupy SBB przed jej rozwiązaniem w listopadzie 1980 roku. W obliczu rozpadu zespołu, opolskie sesje do Józefiny i Singera, dały artyście niezbędne potwierdzenie własnych umiejętności i pomysły na rozwijanie kolejnych muzycznych projektów w 1981 roku. Dobrą passę w dziejach muzyka, przerwało dopiero wprowadzenie stanu wojennego. Dziś te sesje to wciąż przełomowe dokonania i wciąż niedoceniany epizod w długoletniej karierze Józefa Skrzeka. Poza materiałem, który trafił na obydwa krążki, artysta zarejestrował wówczas także pierwotne wersje utworów, które wypełniły później na stronę B albumu Wojna światów – następne stulecie (finalne miksy, trafiły na kompaktowe wznowienie tego wydawnictwa, nakładem Gad Records, zaś w bonusach znajdujących się na Singerze znalazły się robocze wersje dwóch z nich).

## Lista utworów[4]
1. „Bad Connection (Interception)” – 4:09
2. „Love on Fire” – 5:43
3. „Science-Fiction Idea” – 8:30
4. „King, Queen, Knave” – 3:38
5. „Z miłości jestem (Z których krwi krew moja)” – 10:41
6. „Singer, Oh Singer” – 4:36

## Bonusy[4]
1. „65th St Sermon (work in progress)” – 5:38
2. „Wonderful Sky-Ride (work in progress)” – 4:45
3. „Science-Fiction Idea (work in progress)” – 8:15
4. „King, Queen, Knave (full piano version)” – 3:28
5. „Singer, Oh Singer (full piano version)” – 3:51

- Muzyka: Józef Skrzek
- Słowa: Tom Cunningham (1), Tom Winter (2-4, 5-11), Julian Matej (5)

- Nagrano: 15 lipca–8 sierpnia 1980, PR Opole (1-6); archiwum Józefa Skrzeka (7-11)
- Overdubbing, miksy: 8 grudnia 1980, PR Opole

## Muzycy[4]
- Józef Skrzek – śpiew, gitara basowa, keyboard, instrumenty perkusyjne, fortepian, pianino Fendera, organy Hammonda, polymoog, minimoog
- Apostolis Anthimos – gitara
- Sławomir Piwowar – gitara, gitara akustyczna
- Johannes Biebl – gitara
- Jerzy Piotrowski – perkusja
- Andrzej Olejniczak – saksofon tenorowy
- Tomasz Szukalski – saksofon sopranowy, saksofon tenorowy, klarnet basowy
- Jan Skrzek – harmonijka ustna
- Mieczysław Wolny – flet

## Opracowanie[4]
- Józef Skrzek – producent muzyczny
- Władysław Gawroński, Renata Szybka – realizacja dźwięku
- Edward Spyrka – konsultacja muzyczna
- Michał Wilczyński – producent reedycji
- Łukasz Hernik – współproducent, projekt okładki na bazie plakatu autorstwa Tomasza Sikory
- Emilia Zięba – redakcja
- Tomasz Sikora – zdjęcia
- Przemysław Pomarański – obróbka zdjęć